# Trichocylliba weberi
Trichocylliba weberi es una especie de arácnido del orden Mesostigmata de la familia Uropodidae.

## Distribución geográfica
Se encuentra en la Guayana.